# Nuno Álvares Pereira
Pour les articles homonymes, voir Álvares.
Don Nuno Álvares Pereira (O.Carm.), également connu sous le nom de saint Connétable, de bienheureux Nuno de Sainte Marie, et aujourd'hui saint Nuno de Sainte Marie, ou tout simplement Nuno Alvares (24 juin 1360 - 1er novembre 1431) était un noble portugais et connétable du Portugal au XIVe siècle qui a joué un rôle clé dans la crise portugaise de 1383-1385, durant laquelle le Portugal a préservé son indépendance face à la Castille. Nuno Alvares Pereira est également 2e connétable de Portugal, 38e Mordomo-Mor du royaume, 7e duc de Barcelos, 3e comte d'Ourem et 2e comte d'Arraiolos.
Nuno Álvares est considéré comme le meilleur guerrier portugais, un génie militaire : il a gagné toutes les batailles auxquelles il a participé, y compris lorsqu'il commandait des forces en infériorité numérique face à ses adversaires. Il a été célébré par Luís de Camões dans son poème épique « Les Lusiades », reprenant 14 fois, dans un sens allégorique ou non, le personnage de Nuno. Il est représenté en sculpture en différents lieux du pays, notamment sur l'Arc de triomphe de la rue Augusta à Praça do Comércio, de Lisbonne.
Nuno, une fois devenu veuf, a fait construire un couvent de frères Carmes à Lisbonne, il a distribué tous ses biens, et il est entré au couvent comme simple frère convert. À son décès, il était considéré comme un saint par la population. Le roi de Portugal lui a fait célébrer des obsèques solennelles.
Saint Nuno a été canonisé par le pape Benoît XVI le 26 avril 2009 ; sa fête est célébrée le 1er novembre (ou le 1er avril). Il est le saint patron de l'infanterie portugaise.

## Biographie

### Lieu de naissance
Fernão Lopes, dans sa Chronique du roi Jean Ier, ne mentionne pas le lieu de naissance de Nuno Alvares Pereira. Certains auteurs, parmi lesquels Virgínia Rau, Oliveira Martins, Elias Cardoso, Valério Cordeiro, Miguel Leitão de Andrada et Fernando Denis indiquent que son possible lieu de naissance serait une localité de Bonjardim, dans la commune de Sertã (actuellement Cernache do Bonjardim). Selon d'autres, parmi lesquels Teresa Bernardino et la Société historique de l'indépendance du Portugal, le lieu de naissance est Flor da Rosa. D'autres encore soulignent que le terme Bonjardim pourrait indiquer le lieu ou a été construit le monastère de Flor da Rosa.
La Chronica do Condestabre de Portugal Dom Nuno Alvarez Pereira, d'un auteur anonyme (peut-être Fernão Lopes), probablement publiée en 1526 (voir la page 11 de l'œuvre), n'indique pas non plus le lieu de naissance de Nuno Álvares. Le texte se réfère à la fois au Bom Jardim, comme à Flor da Rosa, apparemment deux endroits différents, en se référant aux actions du père Nuno : « (…) il a construit le château de Ameeyra qui est un château fort et puissant. Les places et habitations de Bom Jardim sont belles (esthétiques) et robustes. Il a également fait de Flor da Rosa une place forte et bien ouvragée (…) ».

### Naissance et enfance
Selon Fernão Lopes, Nuno Alvares Pereira est un des fils naturels de Don Álvaro Gonçalves Pereira, prieur de l'ordre des Hospitaliers, et d'Iria Gonçalves do Carvalhal. Selon d'autres sources, il serait un enfant illégitime, qui, un an après sa naissance, aurait été légitimé par décret royal, ce qui lui aurait permis de suivre l'éducation et la formation de chevalier.
Il est né à Paco Bonjardim ou Flor da Rosa le 24 juin 1360. Nuno Alvares Pereira a grandi dans la maison de son père jusqu'à ses treize ans et c'est là qu'il est initié au métier des armes, et surtout qu'il acquiert un grand goût pour la lecture. Il lit des « livres de chevalerie où la pureté est une vertu qui rend invincibles les héros de la Table Ronde, et permet à l'âme et au corps de rester immaculés ». Nuno a 3 frères : deux plus âgés, Pedro et Diego, et un plus jeune, Ferdinand.
À 13 ans, il rejoint la cour de Ferdinand de Portugal. La reine le prend en sympathie et souhaitant en faire son écuyer, il est adoubé chevalier en même temps que son frère Diego. Il est anobli par le roi en personne avec l'armure emprunté au Maître d'Aviz, frère du Roi (à partir de ce jour, les deux hommes deviennent des amis). Lors d'une mission de reconnaissance face à l'armée de Castille qui passait par Santarém en route vers Lisbonne, le jeune homme fait un rapport indiquant que bien que l'armée ennemie soit importante, elle était mal dirigée, et qu'avec une petite troupe bien commandée elle pouvait être vaincue.

### Son mariage
Il décide de rester vierge, comme Galaad le héros de la quête du Graal, mais il est profondément bouleversé (et pratiquement forcé par son père) de se marier à l'âge de 16 ans, avec Leonor de Alvim en 1376 à Vila Nova da Rainha (chef-lieu de Azambuja. Son épouse est une riche veuve (d'un premier mariage) et sans enfant. Le couple s'installe dans le Minho (on suppose à Cabeceiras de Basto) dans la propriété de Leonor de Alvim. Par ce mariage, son père garantit l'avenir de Nuno car celui-ci n'avait pas le droit de lui succéder dans la charge de prieur qui devait être occupée par son frère Pedro (qui hériterait d'une partie du château familial).
De ce mariage Nuno aura deux fils qui décèderont en bas âge, puis une fille, Béatrice Pereira de Alvim, qui épousera, en 1401, Alphonse, le premier duc de Bragance, faisant de lui un ancêtre de la dernière dynastie royale du Portugal.
En 1378, le père de Nuno décède.

### La lutte contre le royaume de Castille

#### L'escalade
Le royaume de Portugal et celui de la Castille sont en conflit. En 1381, la marine portugaise est vaincue lors de la bataille de Saltes.
Le roi envoie Nuno pour défendre Portalegre qui est dans une situation quasi intenable. Puis il le rappelle pour défendre la ville de Lisbonne face aux mouvements de troupes castillanes. Bloqué à la cour, Nuno observe les notables qui basculent progressivement dans le parti favorable à la Castille. Nuno demande à son frère de repartir au front, celui-ci refuse. Nuno décide alors de s'enfuir de Lisbonne pour rejoindre les troupes sur le front. À son arrivée, un nouvel accord de paix est annoncé. Le 14 mai 1383, la reine (mère) du Portugal et le roi de Castille se rencontrent. Ce dernier vient prendre comme épouse la jeune princesse portugaise, seule héritière du trône du Portugal. Ce mariage est le gage de paix entre les deux royaume. Mais de facto, cela signifie l'annexion de la couronne du Portugal à la couronne de Castille. Durant les somptueuses fêtes qui célèbrent la paix entre les deux royaumes, et les noces des jeunes époux, Nuno, ulcéré par la lâcheté de la couronne portugaise, laisse éclater sa colère : il renverse la table royale et quitte la fête.
En octobre 1383 le roi Ferdinand Ier de Portugal décède. L'héritier du trône est donc sa fille : Béatrice, mariée à Jean Ier de Castille. Devant le risque d'annexion du Portugal par la Castille, Nuno Álvares est l'un des premiers nobles à soutenir les prétentions au trône du maître de l'ordre d'Aviz, Jean, frère du roi défunt. Bien que fils illégitime de Pierre Ier, cette candidature lui semble une solution préférable à la perte de l'indépendance du pays.

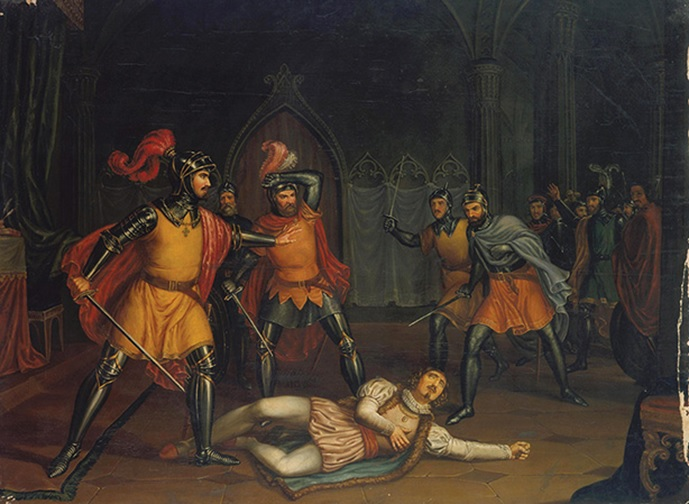
La mort du comte Andeiro (musée national Soares dos Reis, Porto).

Nuno, réfugié à Santarem fait aiguiser et polir son épée par un armurier. La légende dit que Nuno, très satisfait du travail de l'armurier, qui lui a rendu son épée resplendissante, souhaite le payer. Mais celui-ci refuse, disant qu'il n'acceptera que lorsqu'il serait comte d'Ourem. Cette parole devient prophétique quand quelques années plus tard, Nuno recevra le titre de Comte d'Ourem. João Fernandes de Andeiro est finalement assassiné par le Maître d'Aviz le 6 décembre 1383.
Le roi de Castille mandate la mère de Nuno à Lisbonne pour convaincre son fils de ne pas prendre le parti de la révolte. La Castille lui promet de riches présents. Mais Nuno reste ferme sur ses positions et sa mère rentre à la cour de Castille après avoir essuyé un échec. Admirant secrètement le courage de son fils, elle lui envoie en secret son jeune frère Ferdinand pour le soutenir dans la lutte du Portugal contre la Castille.

#### La guerre contre la Castille

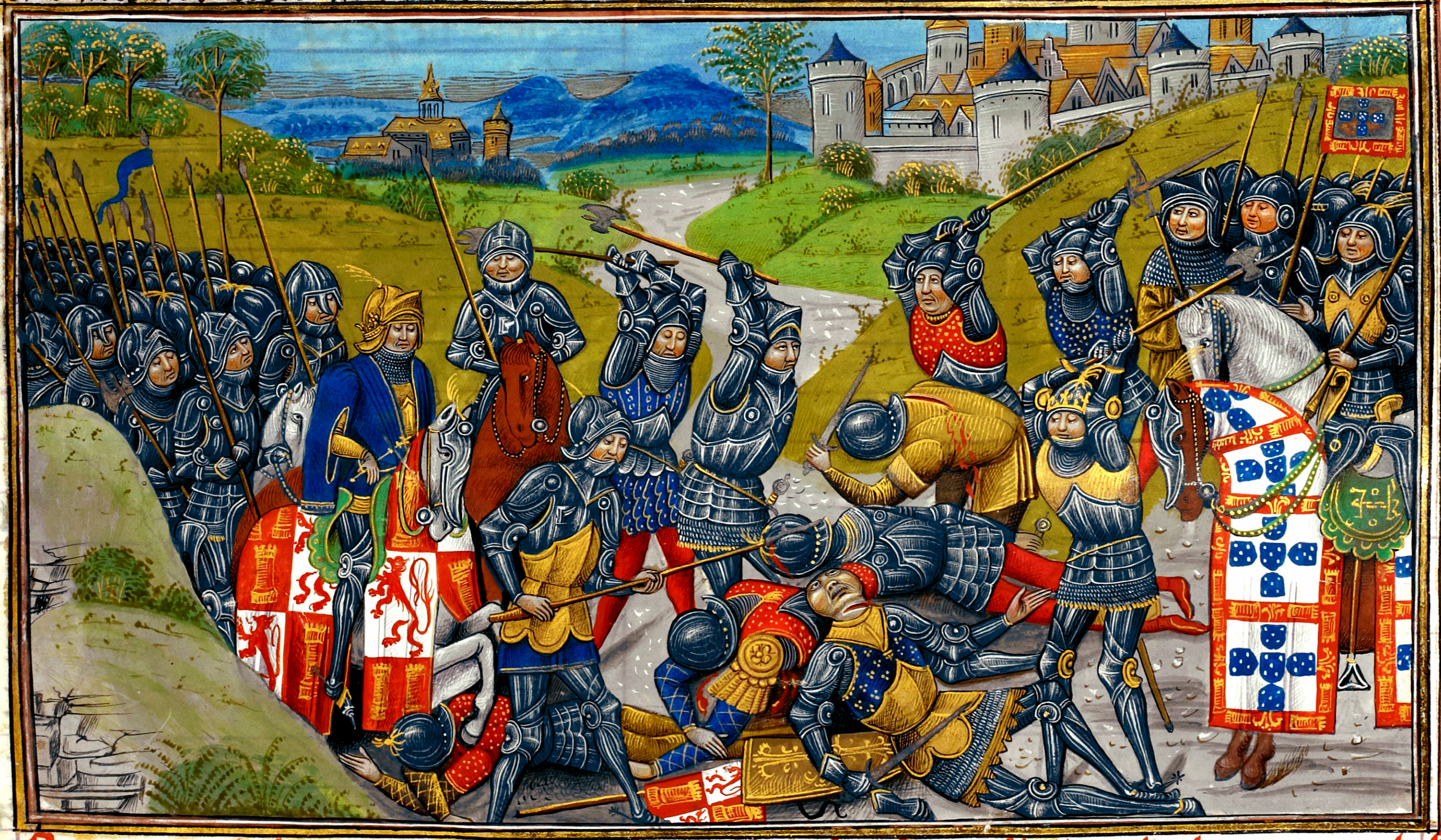
Bataille d'Aljubarrota le 14 août 1385.

La Castille organise une expédition militaire afin de faire valoir ses droits sur la couronne du Portugal : le 6 avril 1384, 5 000 Castillans sont défaits par les 1 600 hommes commandés par Nuno Álvares à la bataille des Atoleiros (pour la première fois dans la péninsule Ibérique une armée de fantassins met en déroute une armée de cavalerie lourde). Le 1er juin 1384, Nuno reçoit les titres de propriété du comté d'Ourem, mais ces terres sont encore occupées par les troupes espagnoles.
Le 6 avril 1385, Jean est reconnu par les Cortes réunis à Coimbra en tant que roi du Portugal sous le nom de Jean Ier de Portugal. Nuno est nommé connétable de Portugal et comte d'Ourém. À 31 ans, Nuno devient le chef de toute l'armée du Portugal. Ce coup de force portugais déclenche une réaction du royaume de Castille. Jean Ier de Castille envahit le Portugal par la Beira Alta pour protéger les intérêts de son épouse, Béatrice (légalement héritière de la couronne portugaise). Nuno prend le contrôle de la situation sur le terrain et commence une série de sièges des villes fidèles à la Castille, situées principalement dans le nord du pays.
La Castille organise une nouvelle expédition : c'est la bataille d'Aljubarrota, le 14 août 1385, au cours de laquelle Nuno Álvares révèle son génie militaire. Cette fois, 30 000 Castillans sont défaits par 6 000 Portugais et Anglais, alliés pour l'occasion. La bataille sera décisive dans la fin de l'instabilité politique de 1383-1385 et la consolidation de l'indépendance portugaise. Durant cette bataille, les deux frères de Nuno qui avaient pris le parti du roi de Castille décèdent. Après cette victoire, Nuno reste le connétable du royaume et devient comte de Barcelos et Arraiolos.
Entre 1385 et 1390, l'année de la mort de Jean de Castille, il se consacre à effectuer des raids sur la frontière de Castille, dans le but de maintenir la pression et empêcher le pays voisin de réaliser de nouvelles attaques. C'est à cette période, en octobre 1385, que s'est déroulée la célèbre bataille de Valverde de Mérida en terre castillane. La légende dit que lors de la phase la plus critique de la bataille, il semblait que l'armée portugaise subirait une défaite complète du fait de l'absence de Nuno. Au pire moment de la bataille, son écuyer le trouve en extase, à genoux, en train de prier entre deux rochers. Quand l'écuyer, affligé, tente d'attirer son attention sur la bataille qui est sur le point d'être perdue, le connétable lui fait un signe de la main pour demander le silence. Une nouvelle fois l'écuyer attire son attention en disant : « Pas de prière que nous allons tous mourir ! », alors Nuno répond doucement : « Mon ami, ce n'est pas encore temps. Attendez un peu et que je finisse de prier. » Quand il a fini de prier, il avait le visage lumineux et il donna ses ordres, gagnant la bataille d'une manière considérée comme miraculeuse. D'autres sources indiquent que Nuno, avant la bataille, a fait vœu à Notre-Dame du Mont-Carmel de lui ériger une église dans Lisbonne s'il remportait la victoire, ce qu'il fera.
Après cette bataille, les Castillans refusent de lui livrer bataille en rase campagne. Le simple nom de Nuno Alvares inspirait la terreur chez les Castillans, qui se limitent à aller attaquer la zone frontière en pillant et en appliquant une politique de terre brûlée dès que Nuno entrait en Castille.

#### Les dernières batailles
En récompenses de ses services, le roi lui donne des titres et des terres. Nuno devient maître de près de la moitié du Portugal. Pour récompenser ses compagnons d'armes, Don Nuno en 1393, durant les trêves, leur distribue ces biens. Cela entraine une intrigue à la cour, où l'on accuse le connétable de vouloir faire de ses compagnons des vassaux. L'année suivante a lieu un conflit ouvert avec le roi, qui lui demande de rendre les terres et bien qui lui ont été alloués. Le connétable fait valoir qu'il ne peut pas rendre ce qu'il ne possède plus. La couronne rachètera certaines propriétés à quelques personnes. Ce conflit conduit Nuno à envisager de quitter le pays. Il rencontre ses hommes et leur demande qui partirait avec lui. À ce moment-là, on apprend que la Castille a rompu la trêve, dès lors, Nuno repart avec son armée pour rejoindre le roi. Le roi trouve un accord : les dons effectués sont conservés, mais le roi sera le seul à avoir des vassaux, personne d'autre ne pouvant en avoir. Ceux qui avaient reçu des biens du connétable deviennent des vassaux directs du roi.
À la mort de son épouse en 1387, Nuno ne souhaite pas se remarier, préférant une vie de célibat, fait rare à cette époque. Nuno confie sa fille, Béatrice, à sa mère, Iria, qui est rentrée à Lisbonne.
Il participe à la prise de Ceuta en 1415, et il est invité par le roi à commander la garnison de la ville. Le connétable refuse parce qu'il veut quitter l'armée et embrasser la vie religieuse.
Bien qu'entré dans l'ordre du Carmel en 1423, il est sollicité en 1425 pour participer à une expédition à Ceuta, menacée par une offensive musulmane. Après des hésitations, il s'embarque avec la troupe, enthousiaste, qui le considère comme invincible. La menace de guerre s'étant dissipée, l'expédition ne prend toutefois pas la mer, et Nuno regagne définitivement son couvent.

### Vie au Carmel

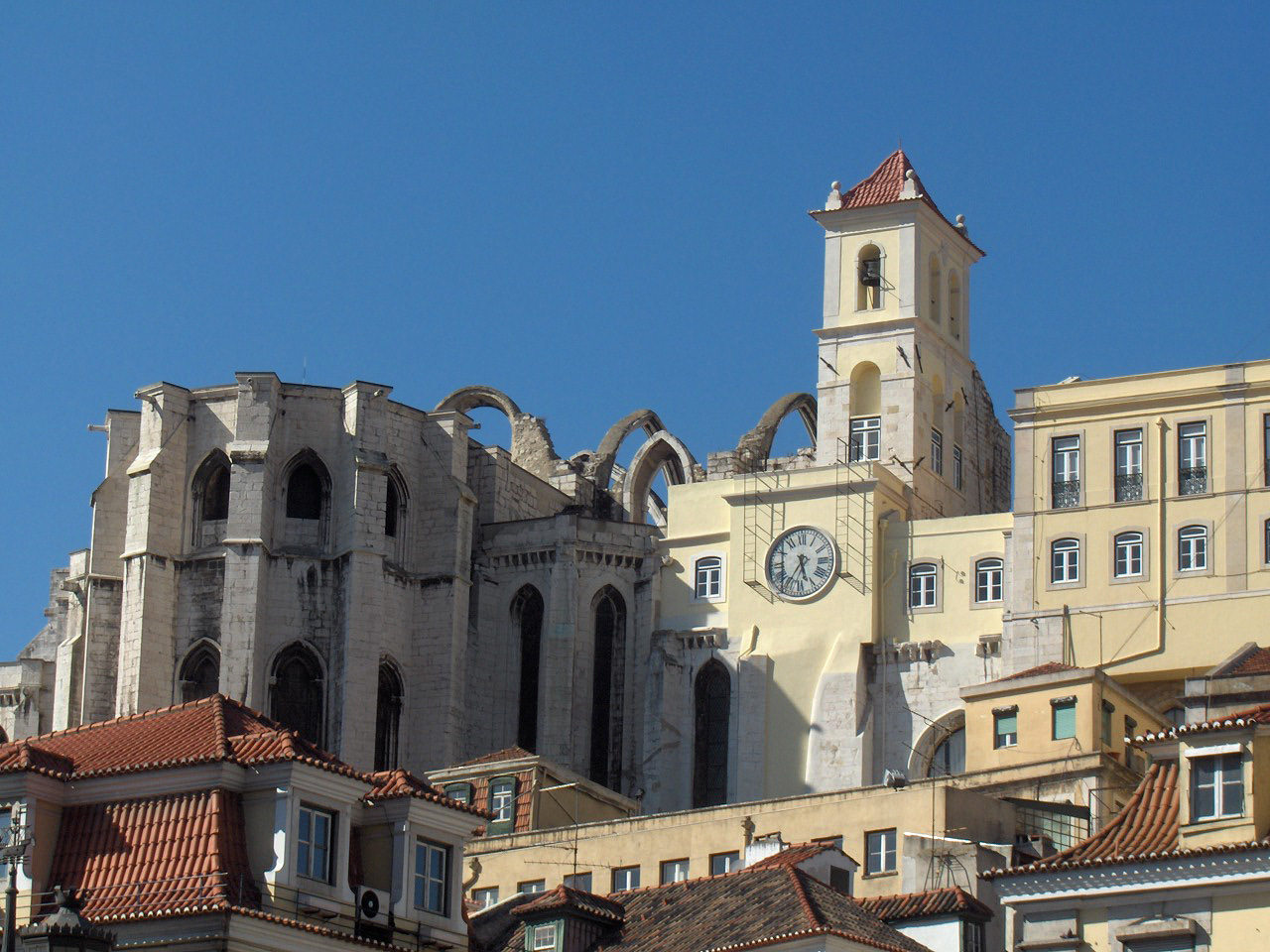
Église du couvent des Carmes de Lisbonne détruite lors du tremblement de terre de Lisbonne en 1755.

#### Construction du Carmel
En 1389, il lance la construction de l'église des Carmes de Lisbonne, en accomplissement de son vœu fait lors de la bataille de Valverde en octobre 1385. Au début des travaux, il s'installe à proximité pour suivre leur avancée. En 1397, les Carmes prennent possession de l'église et du couvent, richement dotés par le Connétable. Avant d'entrer au couvent, Nuno distribue ses biens à ses petits-enfants. Sa petite-fille Isabel, épouse du prince Jean, futur Connétable.

#### Entrée dans les ordres
Il entre au Carmel sous le nom de Frère Nuno de Sainte Marie le 15 août 1423 et prononce ses vœux solennels. Il est admis comme frère convers malgré les demandes pressantes de ses supérieurs d'accepter la fonction de frère choriste.
Au couvent des Carmes, il donne aux frères les biens qui lui restaient. En devenant le frère Nuno, il abdique du titre de comte et de connétable. Il abandonne également les souvenirs de sa vie militaire et dépose son épée aux pieds de l'autel de la Vierge Marie dans l'église du Carmel (qu'il a fait construire). Il souhaitait aller dans les rues pour mendier, le roi, effrayé, demanda au prince Dom Édouard, qui avait une grande admiration pour Nuno, de le convaincre de n'en rien faire. Le prince réussit à convaincre le frère Nuno d'accepter l'aumône du roi. Nuno qui souhaite vivre dans l'autérité et le silence, se retrouve contraint de recevoir un nombre important de nobles venant le visiter. Il envisage de quitter la capitale pour se soustraire à ces visites, mais le fils du roi (très attaché à sa personne) intervient pour lui demander de ne pas quitter la capitale.

#### Au service des pauvres
Le frère Nuno va dans les rues de Lisbonne pour distribuer des aumônes à ceux qui en ont besoin. Touché par le nombre croissant de pauvres, il fait rechercher et retrouver le grand chaudron qu'avait utilisé pour la cuisine de ses soldats durant ses campagnes militaires, et le fait ramener au couvent des carmes. Chaque jour il prépare dans ce chaudron le repas pour les pauvres qu'il distribue personnellement dans la rue. Cette œuvre caritative s'est poursuivie après la mort de Nuno, jusqu'à la fin de la présence des carmes à Lisbonne.
Nuno s'occupe également des prisonniers : il leur rend visite et il met en place la visite des prisons par tous les religieux du couvent avec le supérieur, le Vendredi saint, pour leur apporter un repas et un peu d'argent, particulièrement à ceux qui sont en prison pour cause de dettes (afin de leur permettre de payer leurs dettes, et ainsi d'être libéré). Cette visite des carmes en prison est devenue une tradition qui s'est maintenue.
Ces différentes actions caritatives ont conduit le peuple à l'appeler le Saint connétable.

#### Son décès
Lors de la dernière année de sa vie, le roi Jean Ier rend visite à Nuno au Carmel. Le roi a toujours considéré que Nuno Alvares Pereira était son ami le plus proche mais aussi celui qui l'avait placé sur le trône et sauvé l'indépendance du Portugal.
Les forces de Nuno, devenu âgé, s'épuisent rapidement sous l'effet des pénitences et privations qu'il pratique. Un jour, il ne peut plus se lever pour aller à la messe et servir les pauvres. Sentant sa fin proche, toute la ville, en particulier, ses amis sont alertés. Le roi et les nobles viennent rendre leurs dernières visites au héros national, qu'ils s'apprêtent à perdre.
Le 30 octobre 1431, le Portugal et la Castille signe un accord de paix définitif, garantissant l'indépendance du Portugal et les droits légitimes de Jean Ier sur le royaume du Portugal. Nuno meurt le lendemain, au couvent des carmes, le 1er novembre 1431 à l'âge de 71 ans, entouré par le roi et ses enfants.
À son décès, toute la ville de Lisbonne, vient rendre un dernier hommage à celui que tous qualifient de « Saint ». Les pauvres et les nécessiteux se pressent auprès de la dépouille de leur bienfaiteur pour lui présenter leurs prières et recevoir une bénédiction. Le roi décide de réaliser, pour son ami, des funérailles très solennelles.
Le « frère Nuno » est enseveli devant l'autel de la Vierge, dans l'église qu'il avait fait construire en l'honneur de Marie.

### Histoires et légendes
Une légende raconte que l'ambassadeur castillan serait allé au couvent des Carmes de Lisbonne pour demander au carme Nuno Alvares sa position si la Castille envahissait le Portugal. Nuno aurait soulevé son habit et aurait montré, en dessous, sa cotte de mailles, indiquant sa volonté de servir le pays en cas de besoin et en déclarant que « si le roi de Castille entrait à nouveau en guerre avec le Portugal, il servirait en même temps la religion qu'il professe et la terre qui lui a donné la vie. » L'ambassadeur serait repartit très impressionné.
On raconte également qu'au début de sa vie monastique, en 1425, s'est répandu à Lisbonne la rumeur que Ceuta risquait d'être reprise par les Maures. Le frère Nuno montra immédiatement sa volonté de faire partie de l'expédition qui se rendrait à Ceuta. Quand on essaya de le dissuader, rappelant le nombre de ses années et sa fatigue physique, il prit une lance et dit : « En Afrique je peux l'envoyer, oui monsieur ! » Nuno jeta alors la lance du balcon du couvent ; elle traversa toute la partie basse de la ville (de Lisbonne) et alla se planter dans une porte de l'autre côté du Rossio.

### Titres et blasons

Les armoiries de Nuno Álvares Pereira.

Nuno Alvares Pereira est le 2e connétable du Portugal, 38e Mordomo-Mor du royaume, 7e duc de Barcelos, 3e comte d'Ourem et 2e comte d'Arraiolos.
Nuno a fait réaliser un étendard composé comme suit :
- l'étendard était blanc, divisé en quatre parties par une grande croix rouge. Dans chaque quartier il y avait une image sainte ;
- en haut à gauche le Christ crucifié avec la Vierge et saint Jean ;
- à droite Vierge avec l'enfant Jésus dans ses bras ;
- en bas saint Georges et enfin saint Jacques à genoux les mains jointes en prière[N 13].

Aux quatre coins de l'étendard se trouvaient les armes de la famille Pereira. Cet étendard représentait les idéaux de Nuno.

### Descendance
De son mariage avec Leonor de Alvim, le connétable a trois enfants, ses deux fils décèdent très jeunes, seule sa fille atteint l'âge adulte et aura une descendance. Sa fille Beatriz Pereira de Alvim, épouse en 1401 l'infant Don Alphonse (qui deviendra le roi Alphonse Ier de Bragance)), à l'origine de la seconde maison de Bragance, qui règnera 3 siècles plus tard sur le Portugal). Mais Béatrice décède en mettant au monde son troisième enfant. Elle n'a que 22 ans. Son père, profondément attristé par ce décès subite, l'ensevelit dans le cloître des Clarisses.
Néanmoins, par le droit d'aînesse, la descendance directes de la famille appartient aux marquis de Valence, pour le 1er marquis de Valence et le 4e Conte de Ourem (par son grand-père maternel), Afonso de Bragança, soit le fils premier-né de Beatriz Pereira de Alvim, la première épouse du 1er Duque de Bragança, D. Afonso. Pour cette raison, le marquis de Valence est resté jusqu'à nos jours en utilisant le surnom « du Portugal » en allusion au royaume et aussi la ligne masculine réelle, plus tard confirmé par le tronc « de Sousa Coutinho » (Borba et Redondo). Ce rapport est également breveté en héraldique même, le marquis de Valence gardant la « croix de florenciada » de Pereira en alternance avec les armes du Royaume, ce qui ne se produit pas avec le second fils de la branche des ducs de Bragance, qui n'a jamais eu le droit ou la prétention cette représentation généalogique.
D'autre part, la famille Mello des ducs de Cadaval, à son tour second fils de la branche de la famille Bragança, a plus tard adopté la « croix de florenciada » de Pereira, en mémoire de son illustre ancêtre (ainsi que le nom Alvares Pereira et même les mêmes armes du Portugal).

## Tombeau et sépulture
À son décès, Nuno est enseveli devant l'autel de la Vierge, dans l'église du couvent des Carmes (qu'il avait fait construire en l'honneur de Marie). Dix ans plus tard, la mère de Nuno décède et elle est enterrée à ses côtés. Le tombeau de Nuno est rapidement vénéré par la population. De nombreux miracles sont rapidement rapportés par les personnes qui s'y rendent, créant un afflux de fidèles qui viennent demander à leur « saint » des grâces et des miracles. Une liste des miracles est rapidement compilée et publiée sous le nom du « Livre des miracles du Saint Connétable ». Son tombeau est progressivement enrichi de présents offerts par le roi et le peuple. Des pèlerinages et des fêtes sont célébrées à la mémoire de Nuno, à la fois « héros national du Portugal » et « pauvre frère Carme ».
En 1522, sa dépouille est exhumée et transportée dans un tombeau d'albâtre richement orné, offert par la reine de France. En 1755, le tombeau de Nuno Alvares Pereira est détruit lors du tremblement de terre de Lisbonne. Son épitaphe était : « Ici repose le fameux Nuno, le connétable, fondateur de la Sérénissime maison de Bragance, excellent général, moine béni, qui, durant sa vie sur terre a si ardemment désiré le royaume des cieux qu'après sa mort, a mérité éternellement la compagnie des Saints. À ses honneurs terrestres qui étaient innombrables, il a tourné le dos. Il fut un grand prince, mais il s'est fait humble moine. Il a fondé, construit et dédié l'église où repose son corps. » Par la suite, la dépouille de Nuno va alors être déplacée de nombreuses fois.
Après le décret de béatification du Saint-Siège le 23 janvier 1918, les reliques du saint sont transférées dans la chapelle des Tertiaires carmélitains de Lisbonne. Cette béatification officialise le culte immémorial rendu par le peuple portugais au frère Nuno de Sainte Marie.
En 1953 est inauguré, à Campo de Ourique (Lisbonne), l'église du Saint-Connétable, siège de la paroisse du même nom. Cette inauguration comprend la procession de la translation des reliques au côté des Carmes, au milieu des honneurs militaires et d'un intense enthousiasme populaire et la présence des plus hauts dignitaires de la nation.
En 1961, à l'occasion du 6e centenaire de la naissance du bienheureux Nuno, un pèlerinage est organisé avec le précieux reliquaire en argent dans laquelle les reliques sont conservées. Peu de temps après, le reliquaire est volé. Il n'a pas été retrouvé. Dans son tombeau, sont alors rassemblés différentes reliques qui avaient été diffusées en d'autres lieux. En 1996, l'emplacement de la tombe originale de Nuno est découvert dans l'église des Carmes. Celle-ci contenait quelques ossements qui ont été authentifiés comme étant ceux du bienheureux.

## Spiritualité et dévotion mariale
Nuno allait à la messe deux fois par jour (et même trois fois les samedi et les dimanches), et il recevait régulièrement la communion. À ceux qui s'en étonnaient, Nuno répondait : « Si quelqu'un veut me voir battu au combat, il doit m'éloigner de ce saint banquet dans lequel, Dieu lui-même nourriture des forts, fortifie les hommes ; c'est par cette nourriture que je suis réconforté ; j'y puise force et courage pour vaincre les ennemis. » Avant chaque bataille, il préparait spirituellement ses soldats en leur faisant assister à la messe et communier. Il les encourageait à avoir confiance en Dieu et en la Vierge Marie à qui il attribuait ses victoires après les batailles.
Nuno avait une grande dévotion à la Vierge Marie : il observait le jeûne le samedi en l'honneur de la Vierge. Les jours de fêtes consacrés à Marie, il célébrait l'office des Vigiles. Il avait une dévotion particulière à Marie les mercredi, vendredi et samedi. Nuno priait chaque jour la Vierge Marie. Avant chaque bataille il lui demandait son aide et sa protection. Après la bataille, il la remerciait pour la victoire en construisant ou restaurant des églises qui lui étaient consacrées.
- le 8 avril 1384, deux jours après la victoire d'Atoleiros, Nuno se rend en pèlerinage à Sainte-Marie de Assumar rendre grâce pour la victoire obtenue. Mais l'église, utilisée comme caserne par les chevaliers Castillans est souillée et saccagée. Nuno la nettoie et la restaure en faisant le vœu d'y construire un grand sanctuaire en l'honneur de la Vierge.
- le 14 août 1385, juste avant la bataille d'Aljubarrota, il assiste à la messe, et confiant dans le secours de la Mère de Dieu, il fait vœu d'ériger sur le site de la bataille, une église dédiée à la Vierge s'il remporte la victoire. Après sa victoire sur les Castillans, Nuno se rend en pèlerinage au sanctuaire d'Ourem (situé dans sa région natale), où il fait ériger une église. C'est le roi, qui accomplit le vœu de Nuno en érigeant la grande église de Sainte-Marie-de-la-Victoire, également connu comme le Monument de la bataille. Nuno fera ériger, à quelques kilomètres de l'église royale, une église dédiée à saint Georges, sur le lieu-même où il avait prononcé son vœu.
- En octobre 1385 durant la bataille de Valverde de Mérida Nuno fait vœu d'ériger à Lisbonne une église à Notre-Dame du Mont-Carmel s'il remporte la victoire. En 1389, il commence la construction de l'église des Carmes de Lisbonne, en accomplissement ainsi son vœu de réaliser à Valverde de Mérida. L'église et le couvent des carmes, terminés en 1397 ont été richement dotés par le Connétable.
- À Vila Viçosa, il fait construire une grande église dédiée à Notre-Dame de Conception, la première sous ce nom au Portugal[N 18].
- Il fait également construire des églises dédiées à la Vierge Marie dans les villes de Souzel, Portel, Monsaraz, Mou-rao, Fivora, Camarate[12].
- À Estremoz il termine la construction de l'église Notre-Dame des Martyrs débutée par le roi Ferdinand Ier.

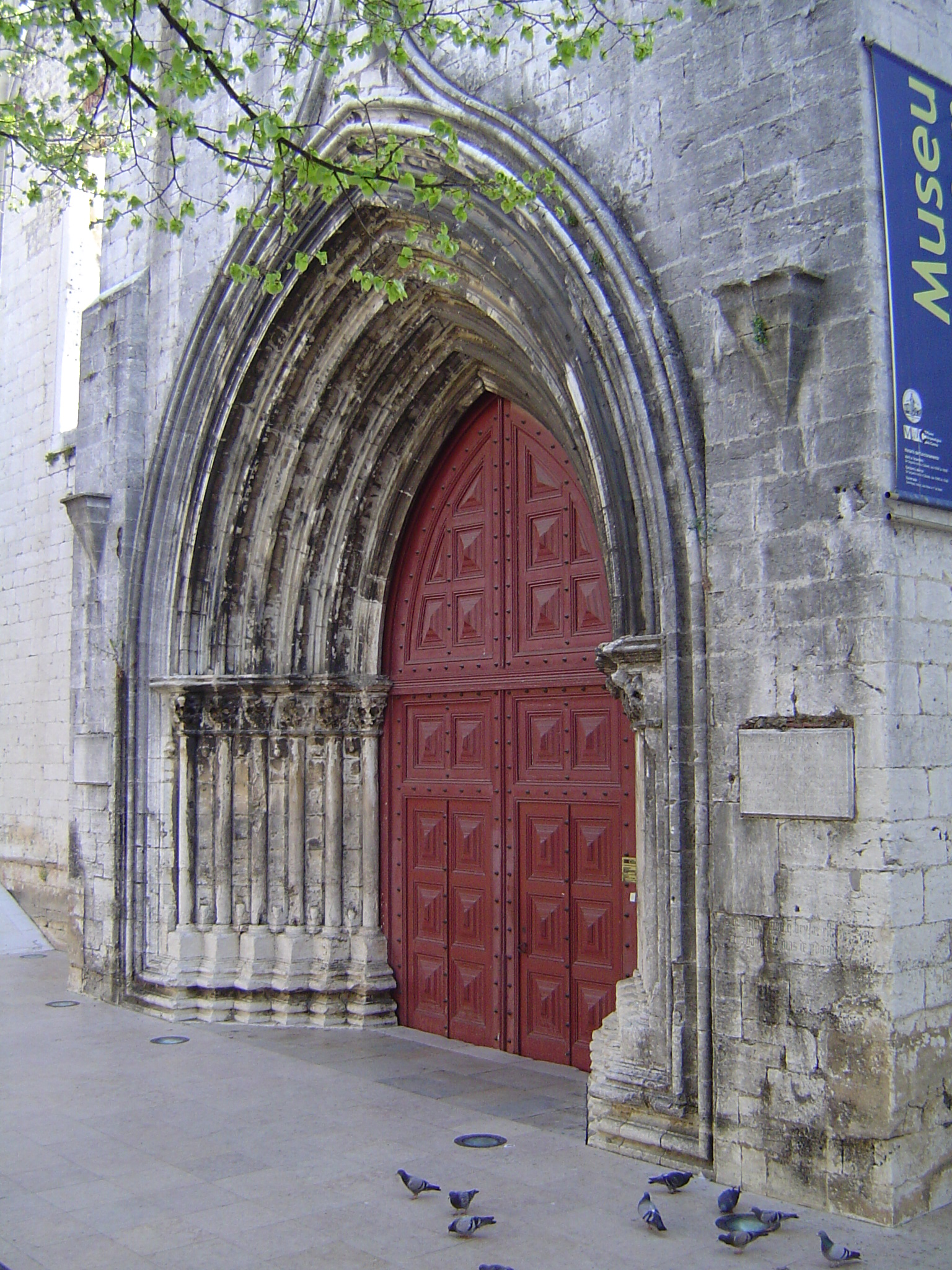
Église du couvent des Carmes de Lisbonne.

## Béatification et canonisation

### Béatification
Il semblerait qu'un premier décret de canonisation ait été signé par un pape au début du XVe siècle car on en trouve une mention dans une lettre datée du 21 juillet 1437, envoyée par le roi Édouard au prieur des bénédictins Jean Gomes. Le roi demande à ce dernier de demander au pape une copie du décret, envoyé à Lisbonne, mais qui n'y était jamais parvenu.
En 1894 débute le processus de béatification. Le 7 mars 1914 le décret de béatification est signé, le 15 janvier 1918 il est approuvé par la Congrégation des rites, et finalement, le 23 janvier 1918 Nuno Alvares Pereira est béatifié le par le pape Benoît XV, dans le décret Clementíssimus Deus. Sa fête est fixée au 6 novembre.

### Canonisation

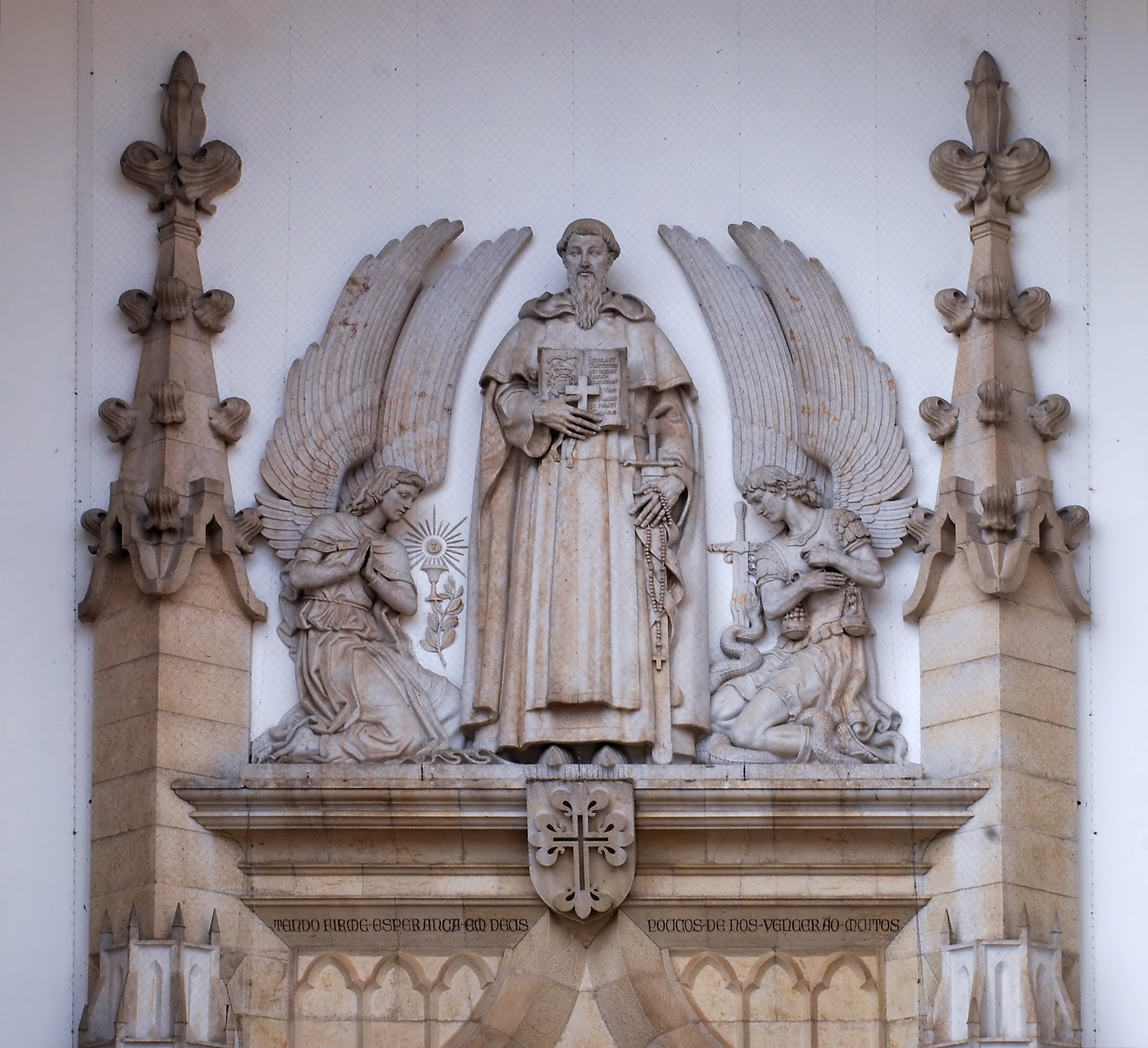
Statue dans l'église du Saint Connétable (Lisbonne). Sous la statue, le texte reprend les mots de Don Nuno avant la bataille d'Aljubarrota en 1385 : En ayant une ferme espérance en Dieu, peu d'entre nous en vaincrons un grand nombre.

Le processus de canonisation est débuté en 1921, mais il est arrêté pour des raisons politiques en 1940. Le pays célébrait alors le centenaire de la fondation du Portugal et de la restauration de l'indépendance. Le chef du gouvernement António Salazar voulait que la fête de canonisation du bienheureux Nuno soit revêtue d'une pompe jamais vue et d'une ambiance de grande exaltation nationaliste, incluant une possible visite du Pape au Portugal (le Pape en personne présidant alors les cérémonies de la canonisation). Le pape Pie XII a alors refusé l'offre, profondément troublé par la signification hautement politique de l'événement programmé. Le processus a ensuite été suspendue et pour ainsi dire, est tombé dans un « semi-oubli ».
La découverte en 1996 de la tombe originale de Nuno dans l'église des Carmes relance l'idée d'une canonisation de Nuno dans la population. Le postulateur général des carmes, le Père Felipe M. Amenós y Bonet, relance le processus de canonisation après la reconnaissance d'un miracle (attribué à Nuno) en 2000. Après l'aboutissement des enquêtes nécessaires, le pape Benoît XVI fait la proclamation du décret du miracle le 3 juillet 2008. Lors du consistoire du 21 février 2009 le pape Benoît XVI annonce la canonisation du bienheureux Nuno de Sainte Marie, avec quatre nouveaux saints pour le 26 avril 2009. La procédure de canonisation de Nuno Alvares Pereira était terminée depuis le printemps 2008, soit 90 ans après sa béatification.
Don Nuno Álvares Pereira est canonisé en tant que « saint Nuno de Sainte Marie » par le pape Benoît XVI à 9 h 33 (heure du Portugal) le 26 avril 2009.
La Conférence épiscopale portugaise dans la note pastorale sur la canonisation de Nuno de Sainte Marie, a déclaré : « (…) le témoignage de vie de Nuno constitue une force de changement au nom de la justice et de la fraternité, la promotion de styles de vie plus sobres, de solidarités et d'initiatives du partage des biens. Ce témoignage de vie appellera également à une citoyenneté exemplaire vécue dans une forte invitation à moraliser (dans le sens rendre digne) la vie politique comme une expression du meilleur humanisme au service du bien commun. »
« Les évêques du Portugal proposeront donc aux hommes et aux femmes d'aujourd'hui par l'exemple de la vie de Nuno Alvares Pereira, guidée par les valeurs évangéliques, guidés par le plus grand bien de tous, disponibles pour lutter en faveur des meilleurs intérêts du pays, prêts à servir les plus vulnérables et les pauvres. Nous allons donc prendre une part active dans la construction d'une société plus juste et fraternelle que nous voulons tous. »

### Culte et liturgie
Sa fête est fixée au 6 novembre. Mais dans l'ordre du Carmel sa mémoire est célébrée le 1er avril. Dans la branche des grands carmes, sa mémoire est obligatoire, mais chez les carmes déchaux, sa fête a rang de mémoire facultative.
Nuno est le patron de l'infanterie portugaise.

## Postérité
La fondation Bataille de Aljubarrota a produit en 2008 un film sur la bataille d'Aljubarrota.
En 2009, à l'occasion de sa canonisation, le service des Postes du Portugal a édité un timbre à son effigie.
Sa béatification en 1918 a amené à la création d'autels et de statues dans les églises. L'église du Saint-Connétable (Lisbonne) lui est consacrée.

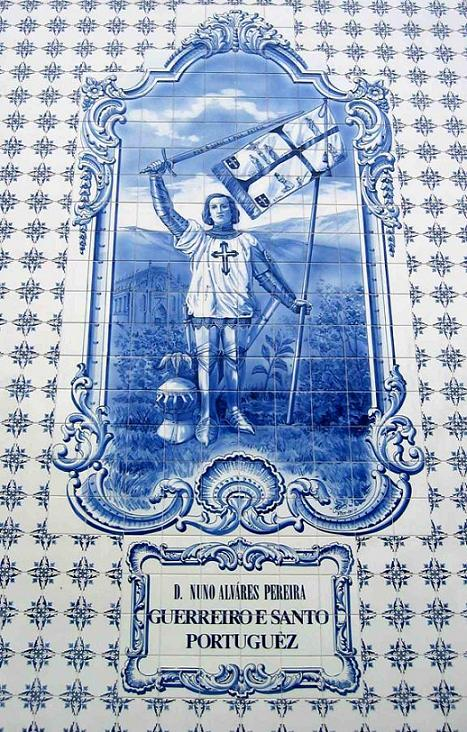
Azulejos dans l'église de Rio Tinto (Gondomar, Portugal).
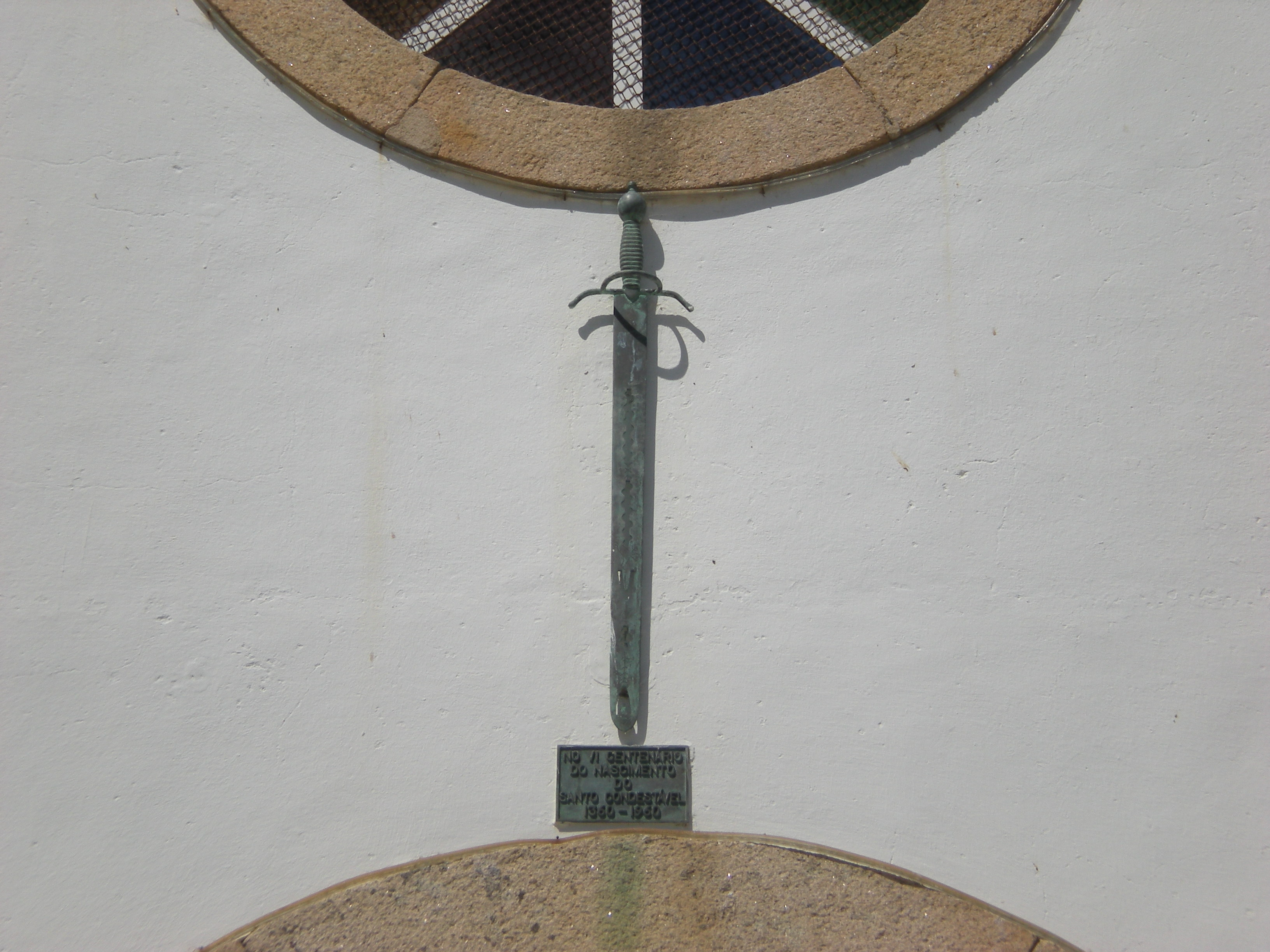
Réplique de l'épée de Don Nuno Álvares Pereira dans l'église de Flor da Rosa (Crato).

### Statues

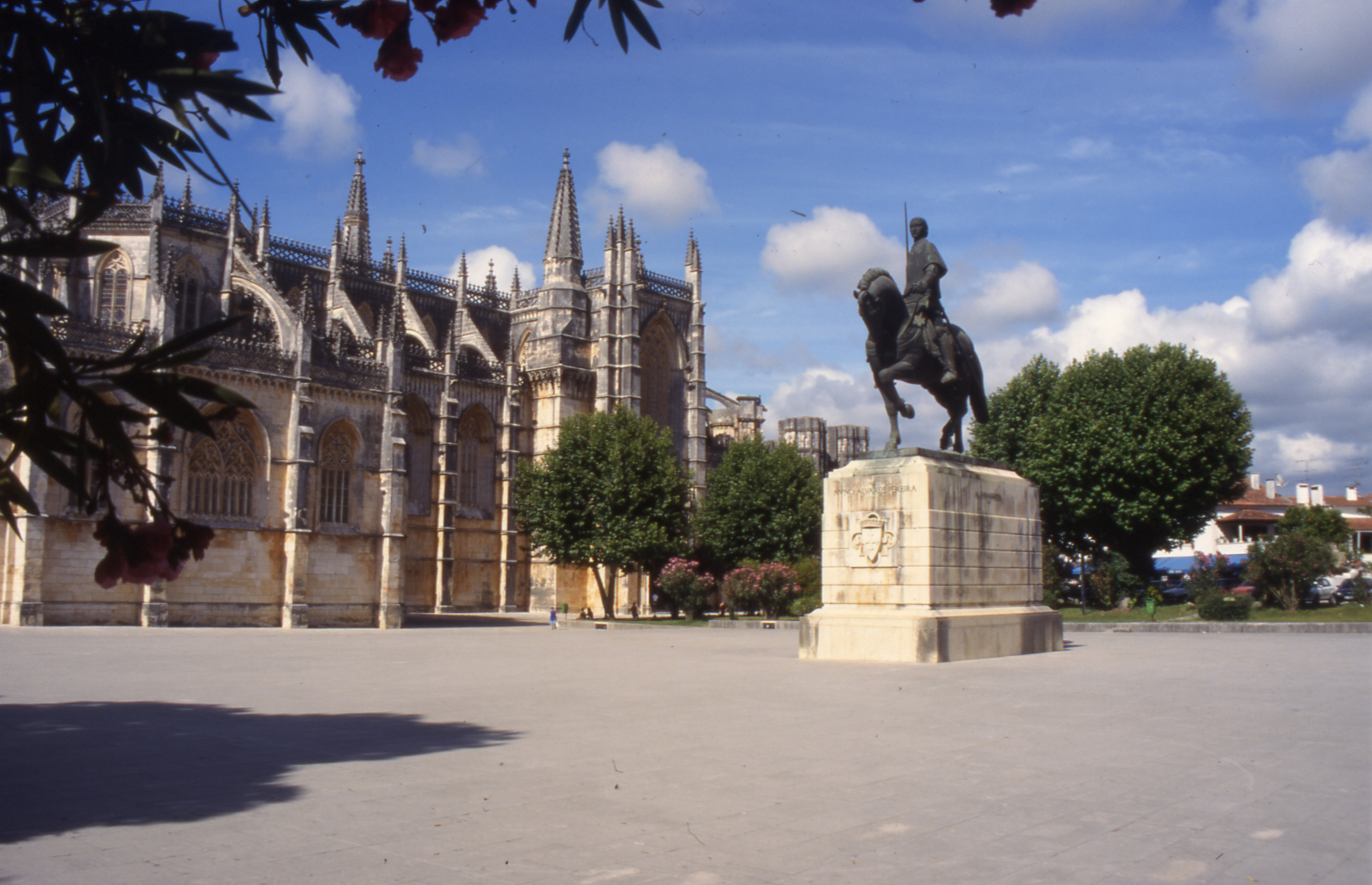
Statue équestre de Nuno Álvares Pereira devant le monastère de Batalha.
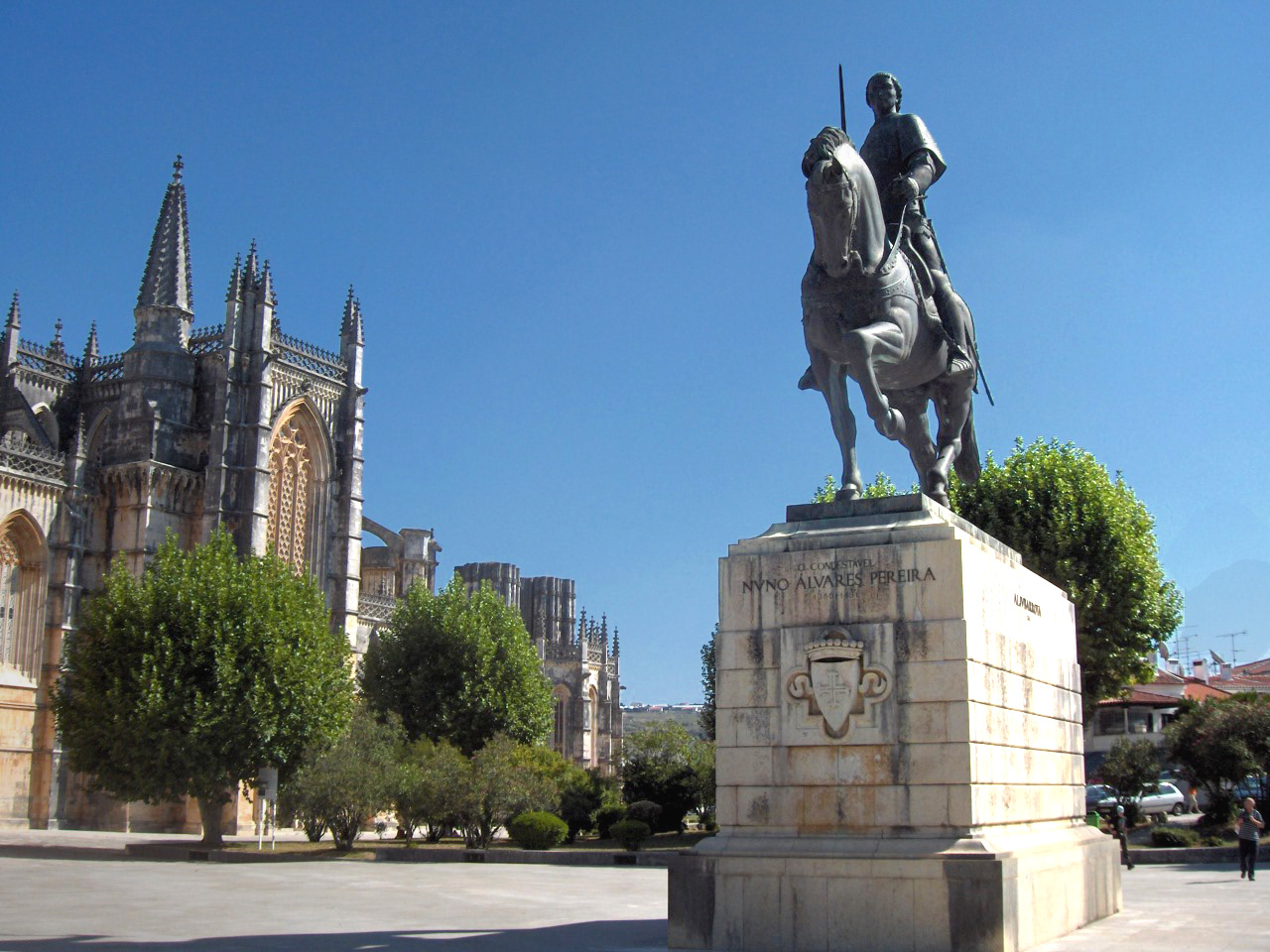
Statue équestre de Nuno Álvares Pereira devant le monastère de Batalha.
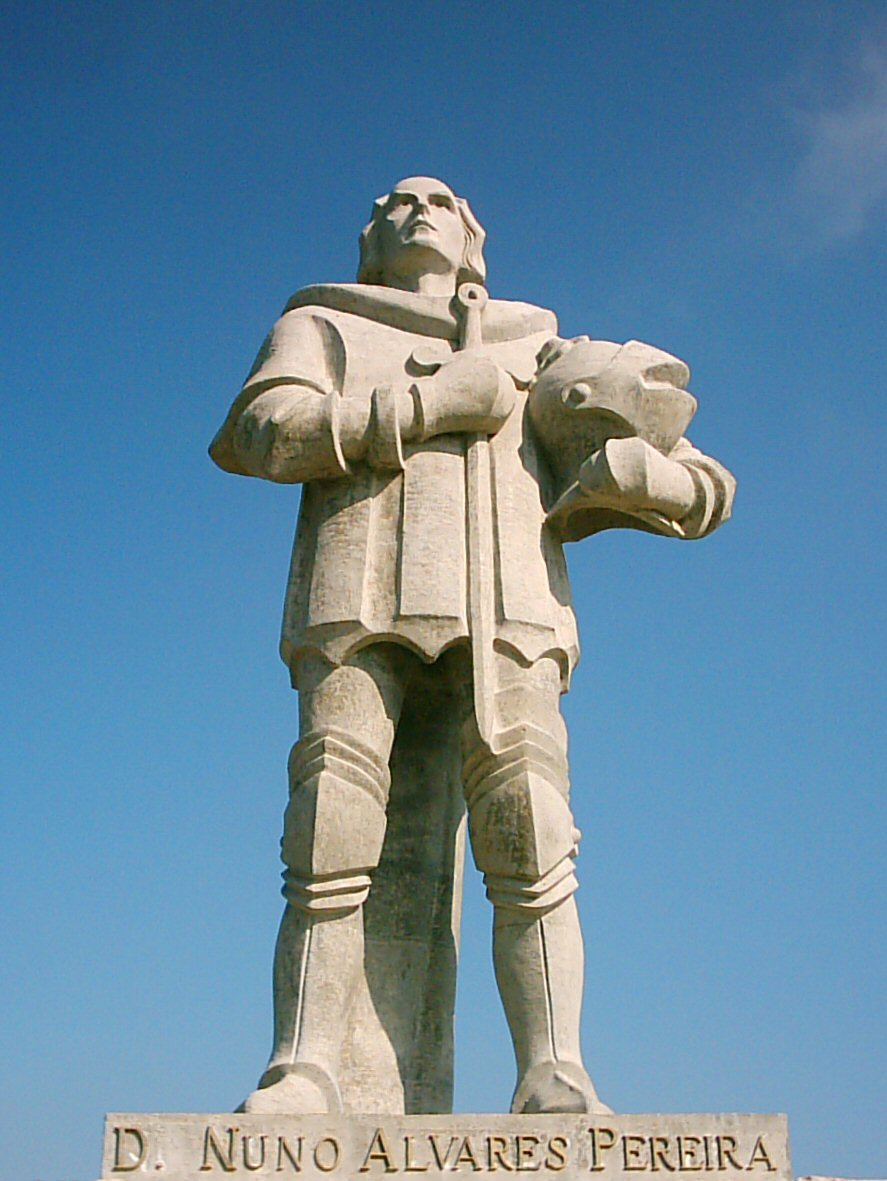
Statue de Nuno Álvares Pereira dans le château d'Ourém.
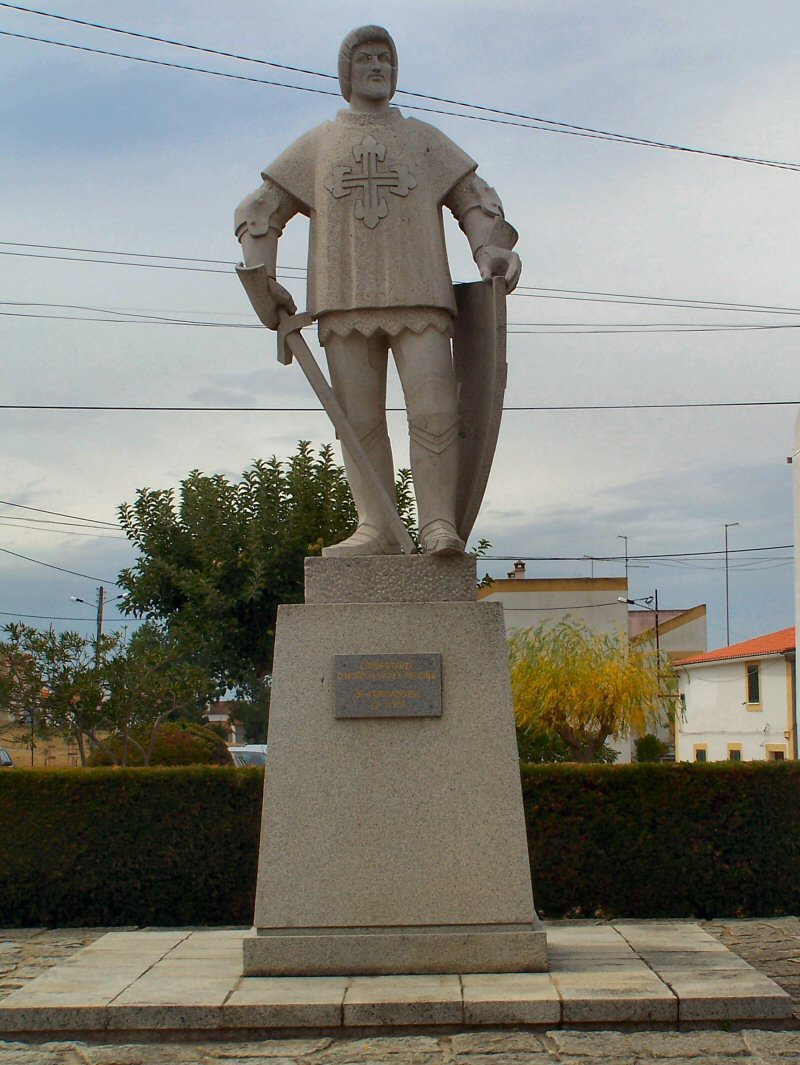
Statue de Don Nuno à Flor da Rosa (Crato) une des localités de sa terre natale.